# 粗頭岩遊䲁
粗頭岩遊䲁（學名：Enneanectes boehlkei），為輻鰭魚綱䲁形目三鰭䲁科岩遊䲁屬的一個種，分布於西大西洋美國佛羅里達州、巴哈馬、墨西哥灣、加勒比海至南美洲北部海域，本魚體延長，頭部中等，吻短，眼睛前部和鼻孔周圍沒有刺，眼睛上方有短觸鬚，頸背上沒有觸鬚，上顎兩側沒有牙齒，側線2段，稍重疊，前部的鱗片有孔15枚，後部的鱗片有缺口19-22枚，胸基部和腹部無鱗；身上的鱗片粗糙；側線後部上方有3排鱗片，身體半透明，頭部微紅色，虹膜紅色，眼睛到上頜有2條細黑條紋，身體上有5條棕色橫帶，前4條通常不明顯，第5條顏色較深，背鰭3個，背鰭硬棘15枚、背鰭軟條8-9枚、臀鰭硬棘2枚、臀鰭軟條16-17枚，體長可達4公分，成魚生活在礁石底部，雌魚產附著性卵在藻類築的巢，雄魚會守護卵，幼魚為浮游性，生活習性不明，可做為觀賞魚。